# Gegham Kadimyan
Geġam Kadimyan (in armeno Գեղամ Կադիմյան?; Artašat, 19 ottobre 1992) è un calciatore armeno, attaccante dell’Unitas Sciacca Calcio.

## Carriera

### Nazionale
Nel 2016 ha esordito nella nazionale armena.